# Lago Salinella
Il lago Salinella è un piccolo lago costiero retrodunale, idealmente diviso in due dal confine fra Puglia e Basilicata all'interno dell'Area naturale protetta "Riserva naturale Stornara" in località Torre Mattoni-Lago Salinella. Esattamente è collocato fra la frazione Marina di Ginosa del comune di Ginosa (in provincia di Taranto) e la frazione Metaponto del comune di Bernalda (in Provincia di Matera).

## Caratteristiche
Il lago si estende in una zona umida retrodunale (la più importante della provincia di Taranto) originatasi nella vecchia foce del fiume Bradano. Il suo habitat lo rende ideale per il soggiorno delle cicogne.
Anche per questo è divenuta un'area naturale protetta, istituita con Legge Regionale della Puglia nr. 19 del 24 luglio 1997. Nel 1996 il lago e le dune circostanti, per una superficie protetta di 140 ettari, sono state affidate in gestione alla Lipu.
Il lago è situato all'interno dell'area naturale Pinete dell'Arco Ionico, Sito di interesse comunitario SIC IT9130006 (Direttiva 92/43/CEE). Inoltre fa parte anche del sito di interesse comunitario della costa ionica Foce Bradano SIC IT9220090.
È possibile visitarlo solo nel periodo estivo. Infatti per poterlo ammirare è necessario attraversare (previa autorizzazione) un villaggio turistico, nonostante il Piano Regolatore del Comune di Ginosa preveda l'obbligo di accesso al pubblico. È possibile visitarlo dal lato lucano, nel Comune di Bernalda mediante guado del fiume Bradano e con l'ausilio di guide naturalistiche.
Ad Est del laghetto, nella parte pugliese, è presente una torre antisaracena costruita nel XVI secolo: Torre Mattoni.
È possibile visitare l'area protetta mediante il supporto delle guide della associazione Cea Bernalda e Metaponto, previa prenotazione.

## Flora e fauna
Lo specchio d'acqua è circondato da una cintura di scirpus maritimum ed altre piante come la salicorna fruticosa, l'arthrocnemum glaucum e la Suaeda fruticosa. Inoltre la macchia mediterranea, che cirgonda il laghetto, si arricchisce di fillirea (Phillyrea angustifolia), lentisco (Pistacia lentiscus), alaterno (Rhamnus alaternus) e rari esemplari di ginepro fenicio (Juniperus phoenicea).

## Galleria d'immagini

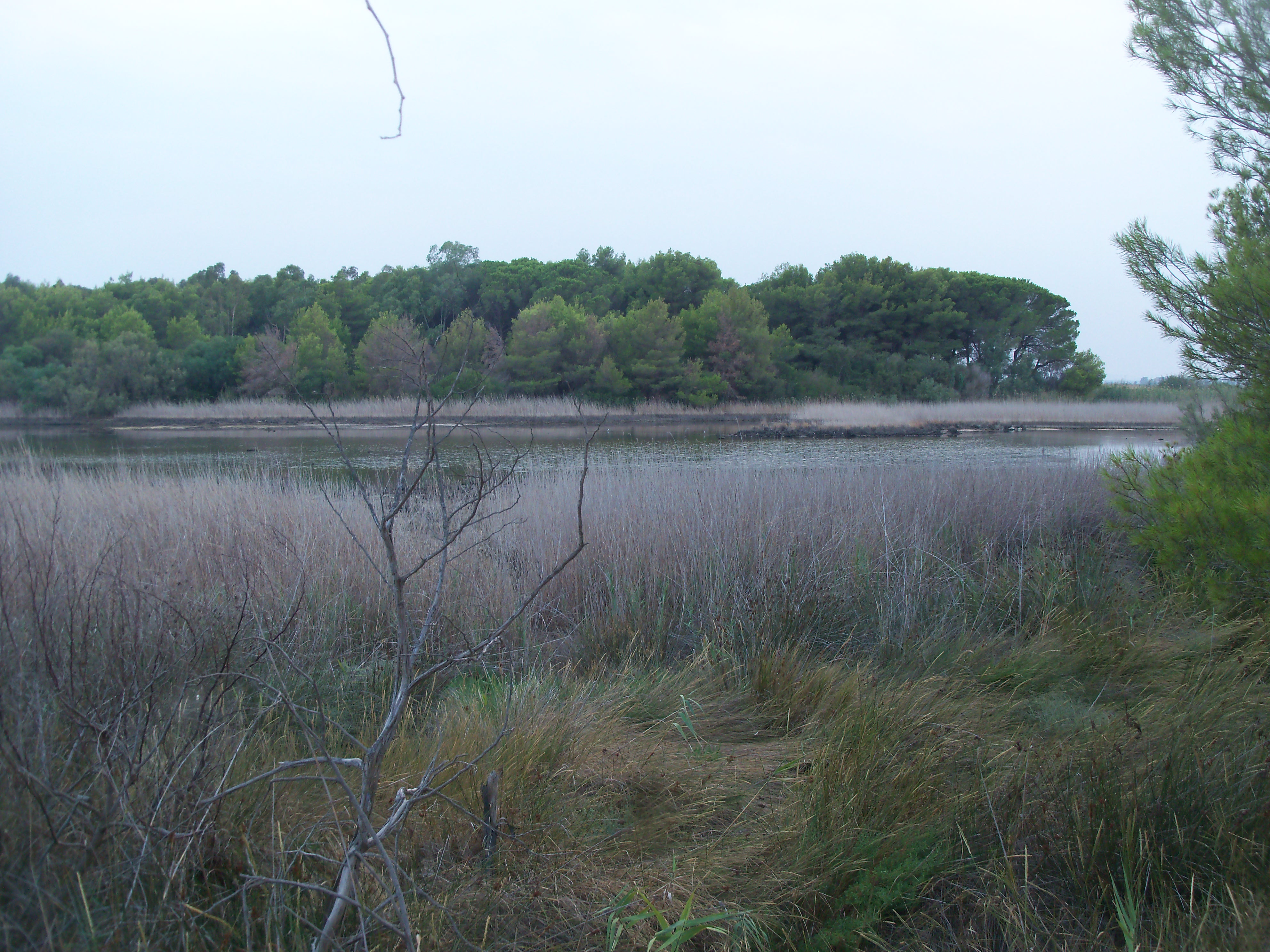
Veduta Lago Salinella
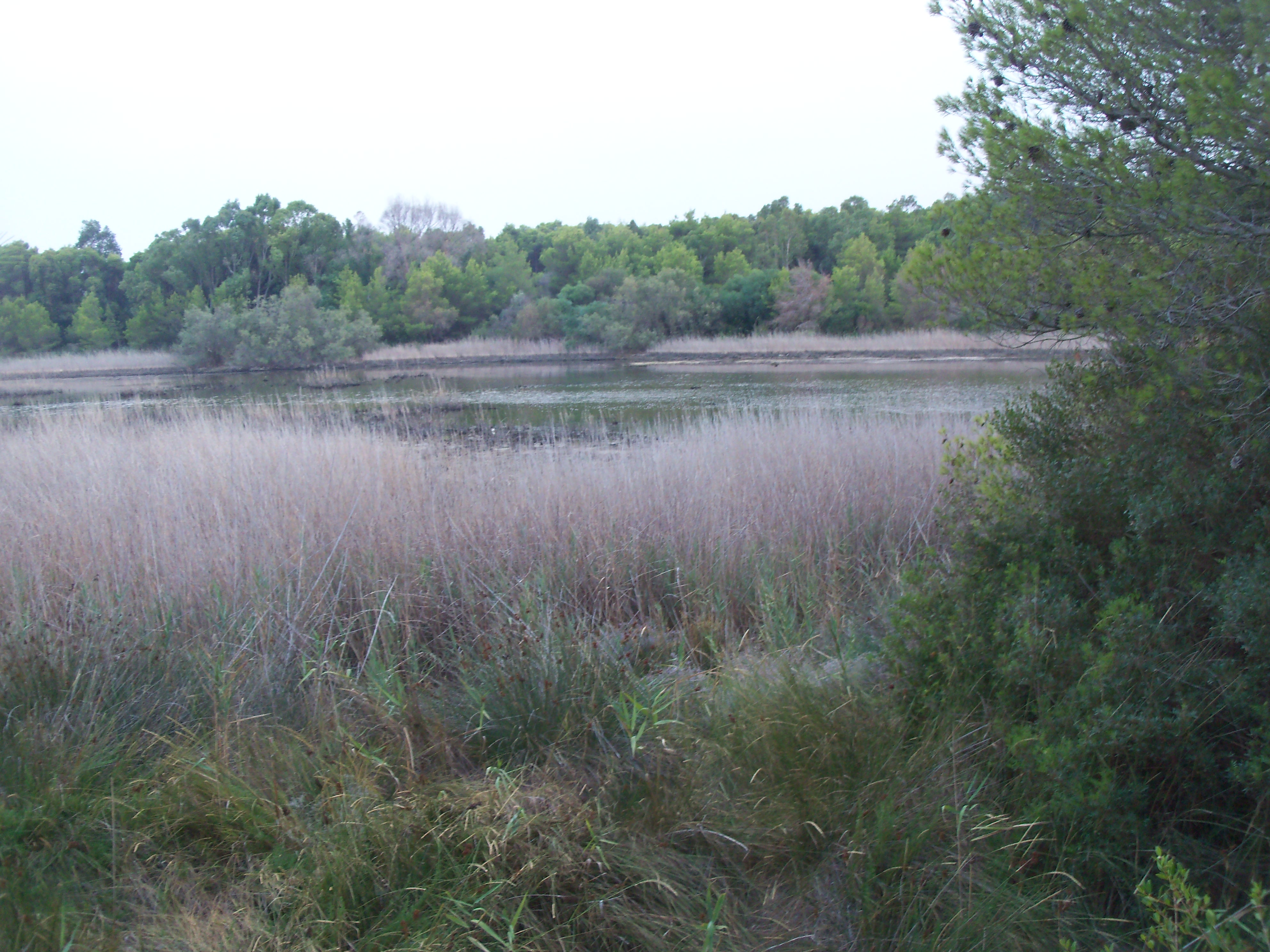
Veduta Lago Salinella
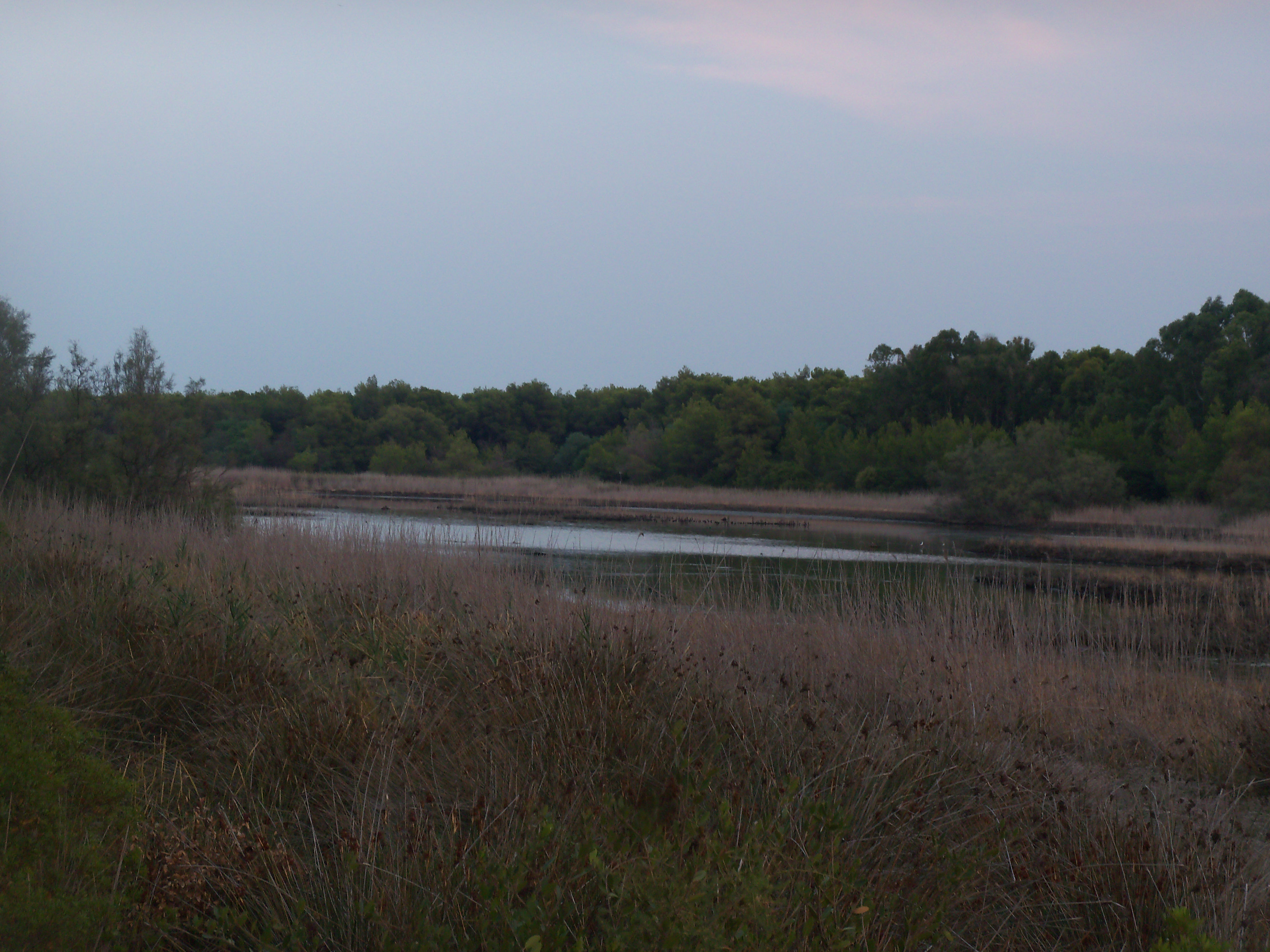
Veduta Lago Salinella